# أوزان الأسد الآشورية
أوزان الأسد الآشورية هي مجموعة تماثيل برونزية للأسود، أكتشفت خلال اعمال التنقيب الآثرية في آشور القديمة أو في المناطق المحيطة بها.
أول مجموعة منشورة والأكثر شهرة من هذه القطع الآثرية هي مجموعة من ستة عشر وزناً برونزياً من بلاد ما بين النهرين عُثر عليها في موقع النمرود الآثري في أواخر أربعينيات القرن التاسع عشر وهي الآن محفوظة في المتحف البريطاني. يُعتقد أنها تعود إلى القرن الثامن قبل الميلاد، وتحمل نقوشاً ثنائية اللغة بالكتابتين المسمارية والفينيقية؛ تُصنف تلك النقوش الأخيرة ضمن مدونة النقوش السامية بالرقم "CIS II 1-14"

## أوزان النمرود
يُعود تاريخ أوزان النمرود إلى القرن الثامن قبل الميلاد، وتحمل نقوشاً ثنائية اللغة بالكتابتين المسمارية والفينيقية. وتعود النقوش الفينيقية إلى نفس الفترة التي تعود إليها نقوش "مسلة ميشع"من الناحية الكتابية. وهي واحدة من أهم مجموعات القطع الأثرية التي تثبت الشكل "الآرامي" للكتابة الفينيقية. في وقت اكتشافها، كانت أقدم نقوش على الطراز الفينيقي تم اكتشافها.
أكتشف أوستن هنري لايارد الأوزان في تنقيباته الأولى في النمرود (1845-1851)، حيث عُثر على زوج من الثيران المجنحة عند بوابة، سقط أحدهما على الأخر وانكسر إلى عدة قطع. بعد رفع التمثال، اكتشف فريق أوستن لايارد تحته ستة عشر وزناً على شكل أسد.قام إدوين نوريس بفك رموز هذه القطع الأثرية فيما بعد، مؤكداً أنها كانت تُستخدم في الأصل كأوزان.
تشكل المجموعة سلسلة منتظمة من الأوزان تتضاءل في الحجم من 30 سم إلى 2 سم في الطول. الأوزان الأكبر حجماً لها مقابض مصبوبة على أجسامها، أما الأوزان الأصغر فلها حلقات مُثبتة عليها. وتضمنت مجموعة الأوزان أيضاً أوزاناً حجرية على شكل بط. تُمثل هذه القطع الأثرية أقدم مثال مؤكد للنظام العددي الآرامي. ثمانية من أوزان الأسد هذه هي القطع الوحيدة التى تحمل نقوش تعود إلى الفترة القصيرة التي حكم فيها شلمنصر الخامس. اكتشف أوزان أسد برونزية مماثلة أخرى في أبيدوس غرب تركيا (الأن في المتحف البريطاني) وموقع شوشان الآثري في إيران بواسطة عالم الآثار الفرنسي جاك دي مورغان (الآن في متحف اللوفر، باريس).
عُرف نظامان للأوزان والمقاييس في الشرق الأوسط القديم. اعتمد أحدهما على وزن يسمى "المينا" والذي يمكن تقسيمه إلى ستين وزناً أصغر تسمى "الشيكل". أما أوزان الأسد هذه فتُنتمي إلى نظام مختلف يعتمد على "المينا الثقيل" الذي يزن حوالي كيلوغرام واحد. وكان هذا النظام لا يزال مستخدمًا في الفترة الفارسية ويُعتقد أنه كان يستخدم لوزن المعادن.
ًصُنفت أوزان الأسد في مدونة النقوش السامية بالرقم "CIS II 1-14"، مما يجعلها أول نقش آرامي في تلك المدونة الضخمة.

### المعرض

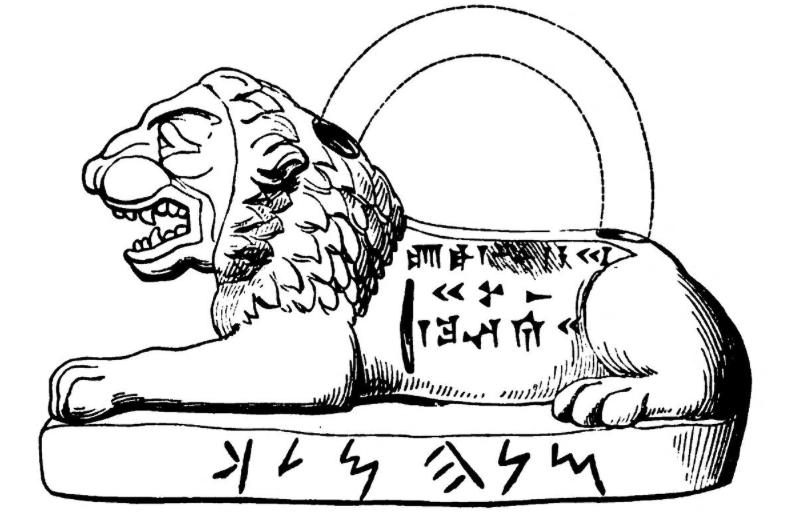
رسم تخطيطي لأحد أوزان الأسد عام 1864
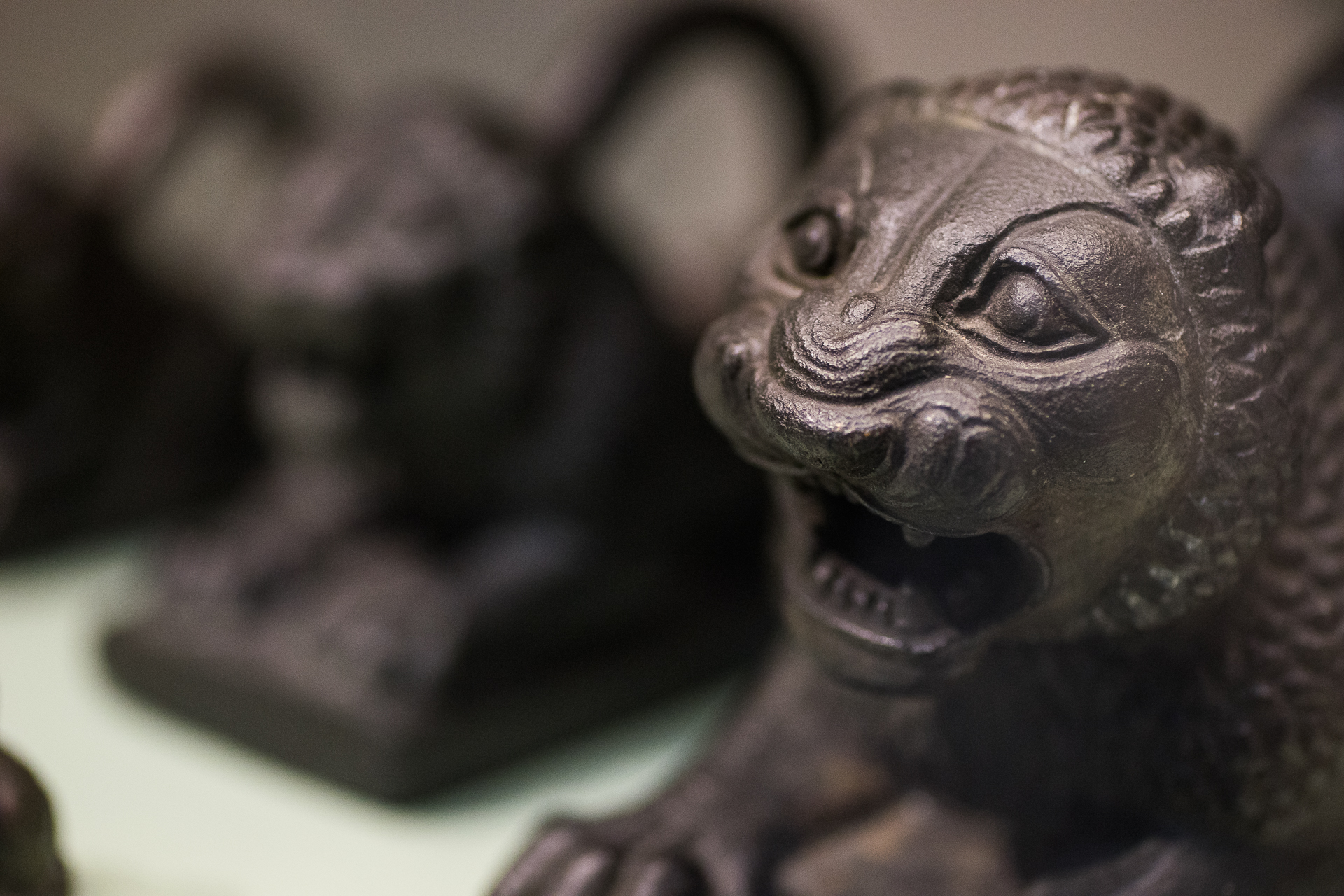
لقطة مقربة
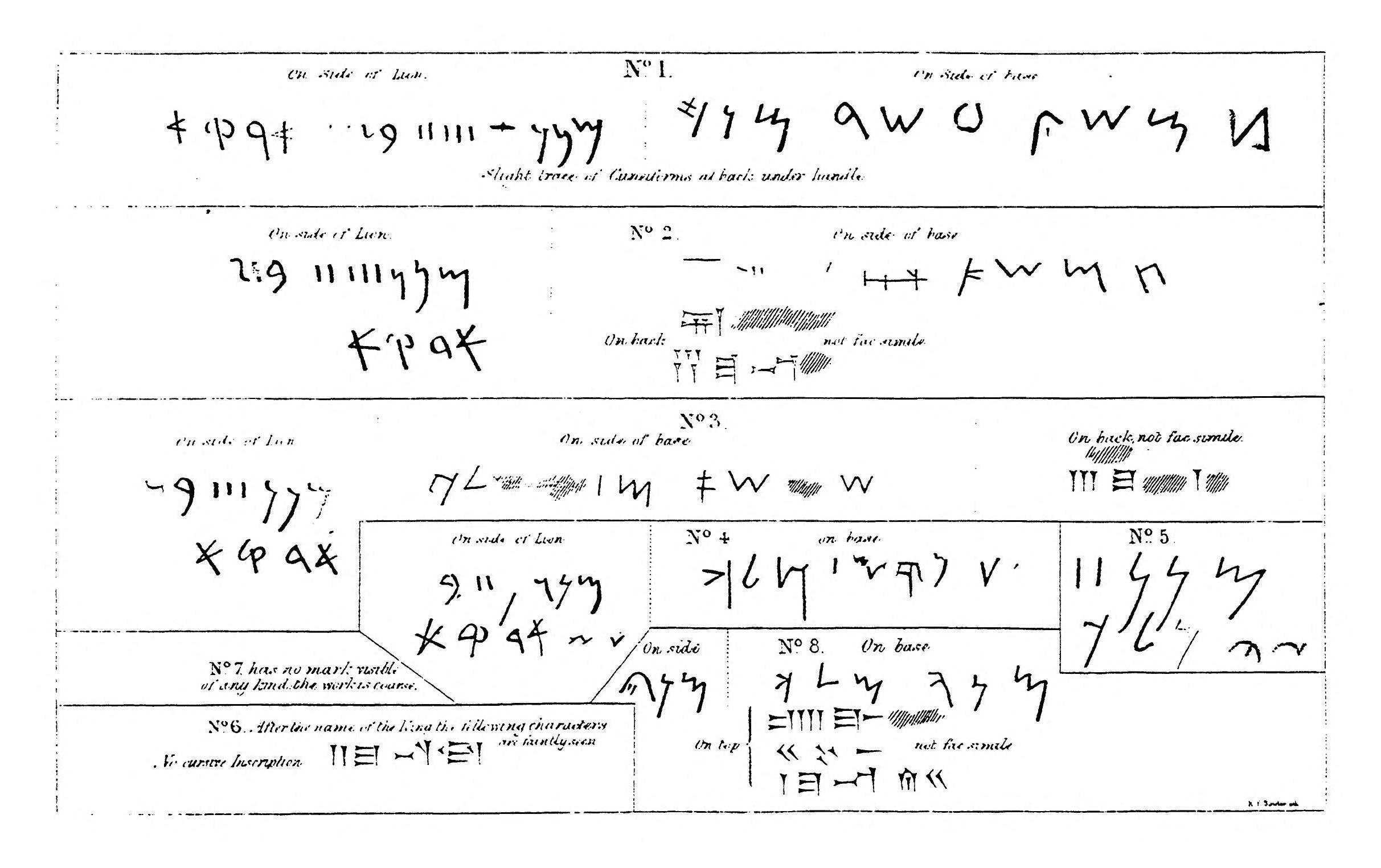
رسم تخطيطي للنقوش من الأسود رقم 1-8 يعود تاريخه إلى عام 1856
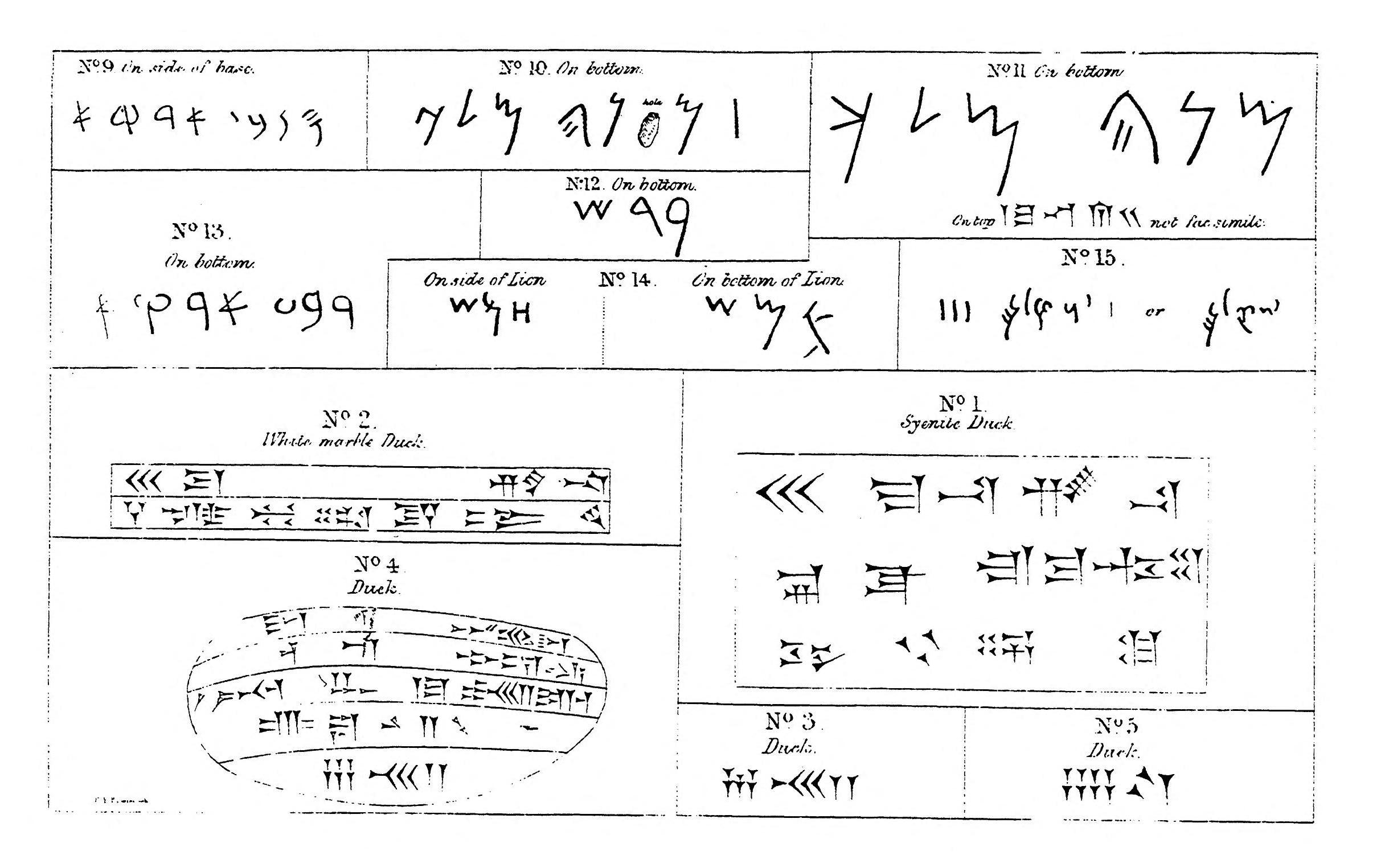
رسم تخطيطي يعود تاريخه إلى عام 1856 للنقوش من الأسود رقم 9-15 والبط رقم 1-5
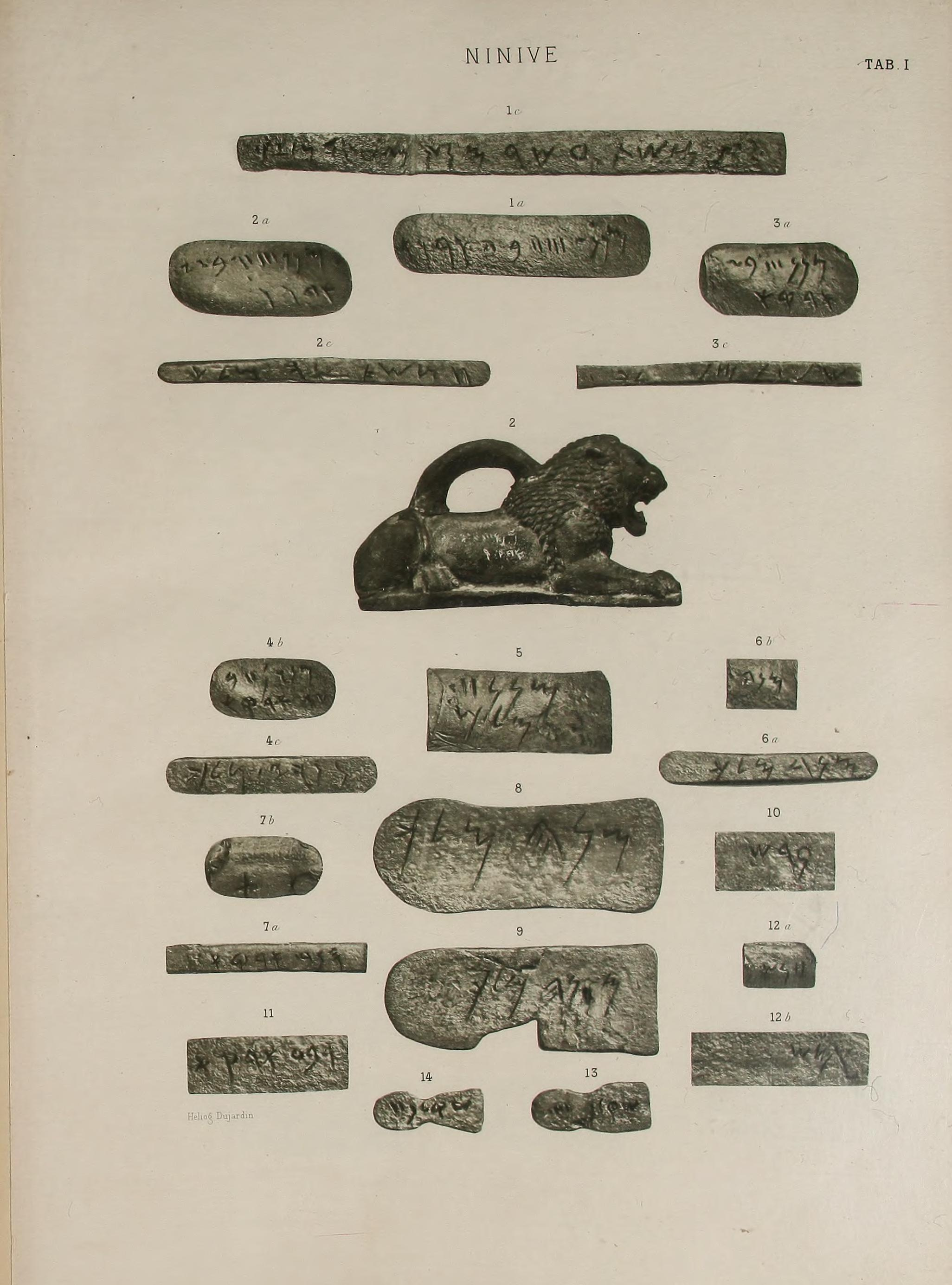
أوزان الأسد في مدونة النقوش السامية

## وزن أبيدوس
كان الاكتشاف الثاني لوزن الأسد في أبيدوس (تركيا الحديثة)، ويرجع تاريخه إلى القرن الخامس قبل الميلاد. وهو موجود حاليا في المتحف البريطاني، برقم القطعة E32625.

ويحتوي على نقش آرامي مُصنف باسم KAI 263 أو CIS II 108.

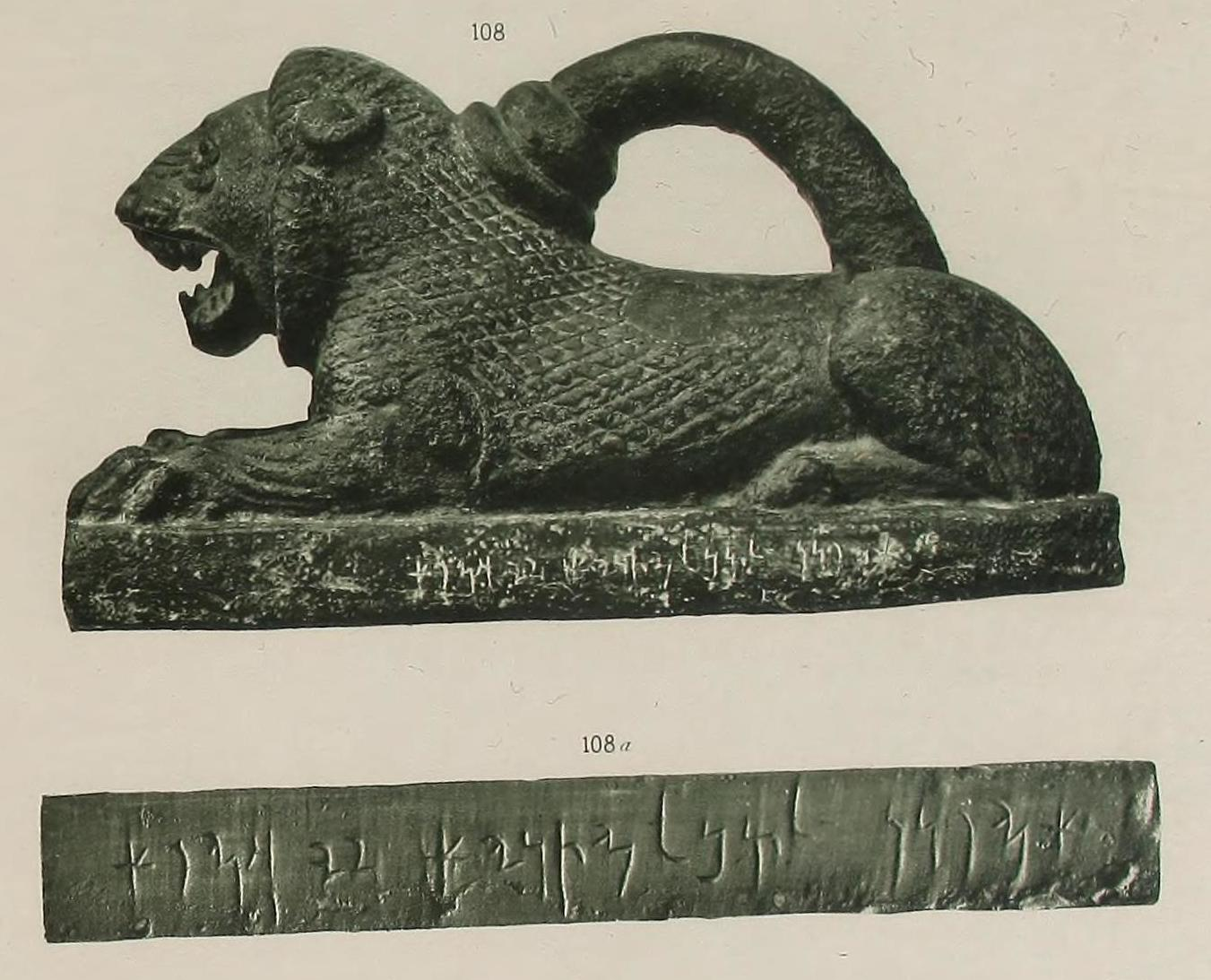
ثقل أسد آشوري آخر كبير عليه نقش آرامي في مجموعة المتحف البريطاني، من أبيدوس، تركيا، القرن الخامس قبل الميلاد
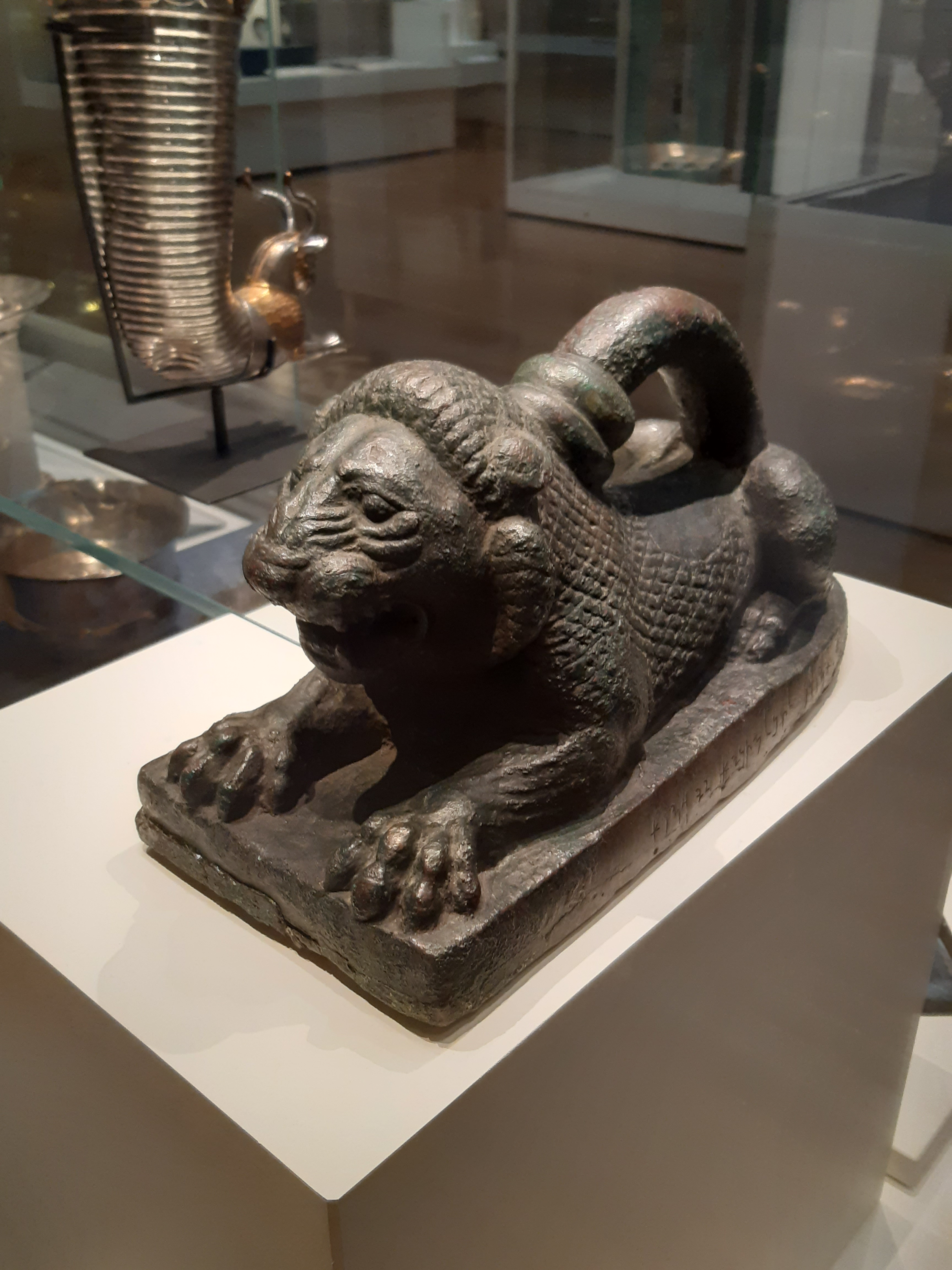
صورة معاصرة لوزن الأسد من أبيدوس، المتحف البريطاني
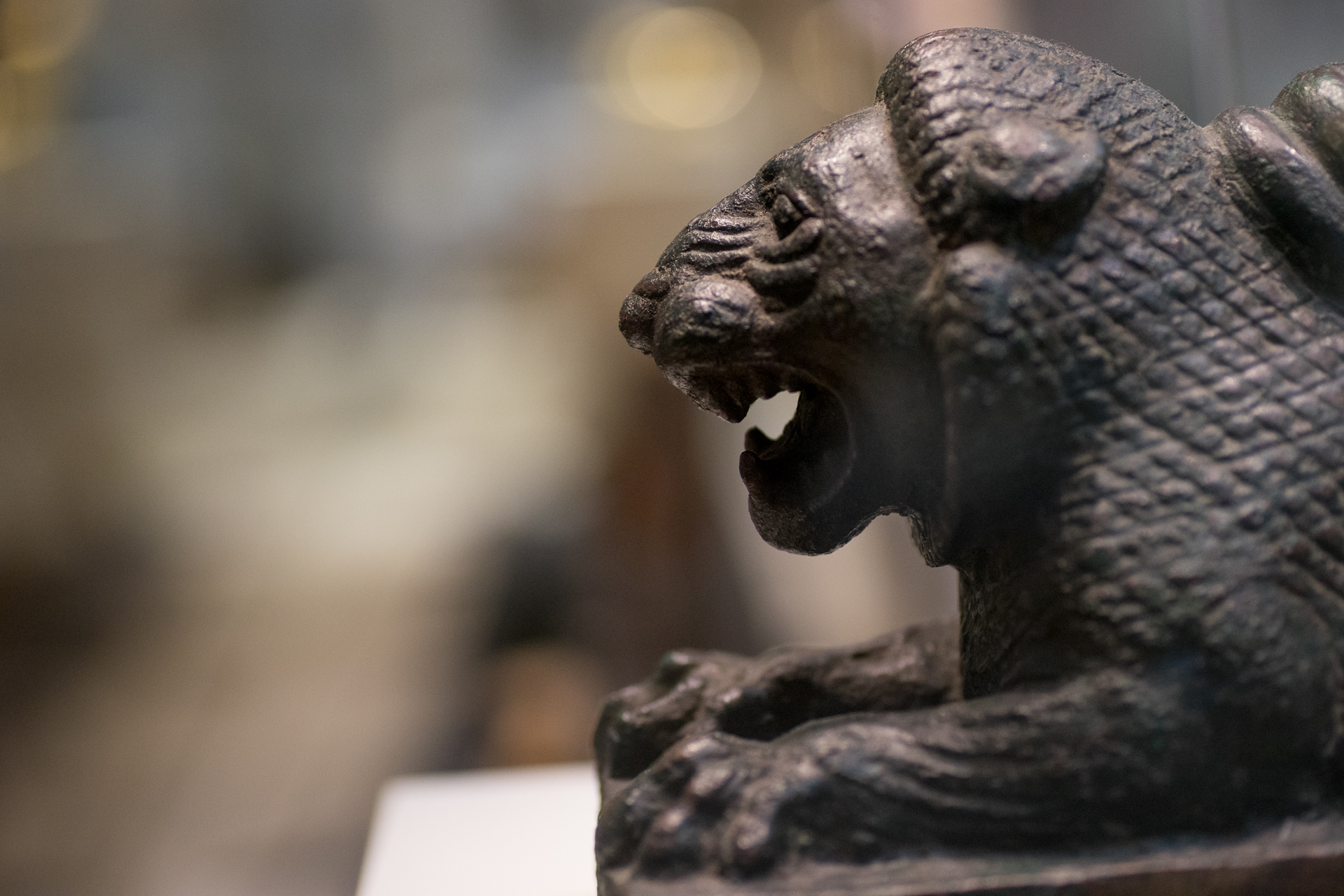
لقطة مقربة
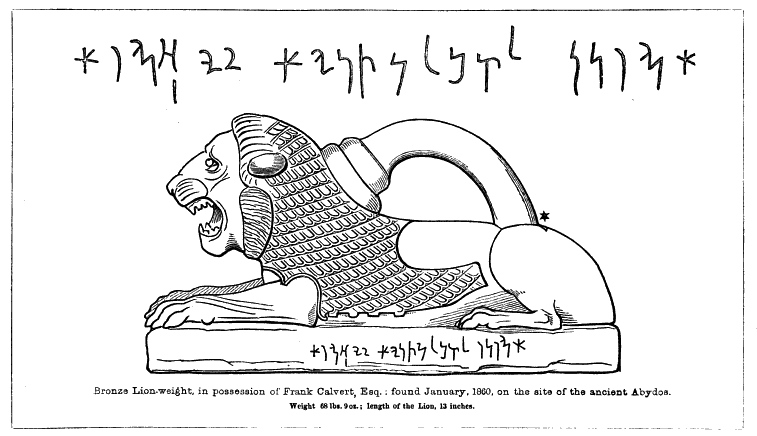
رسم تخطيطي لفرانك كالفرت، 1860

## وزن شوشان
اكتشف وزن أسد برونزي عام 1901 في قصر أباداناي شوشان، ويرجع تاريخه إلى القرن الخامس قبل الميلاد، وهو الآن موجود في متحف اللوفر برقم القطعة Sb" "2718. غير منقوش عليه.

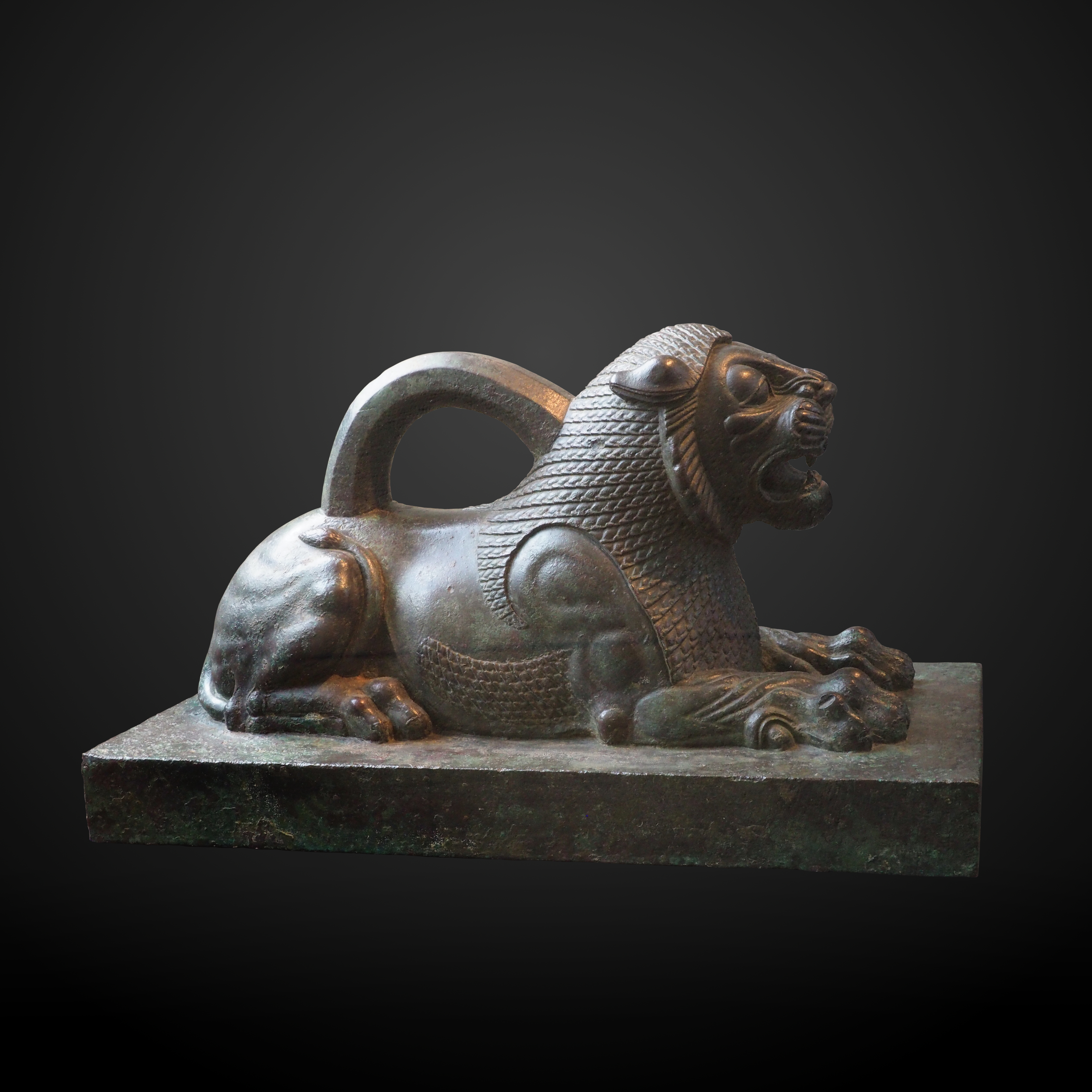
وزن الأسد البرونزي من قصر أباداناي شوشان، متحف اللوفر، القرن الخامس قبل الميلاد
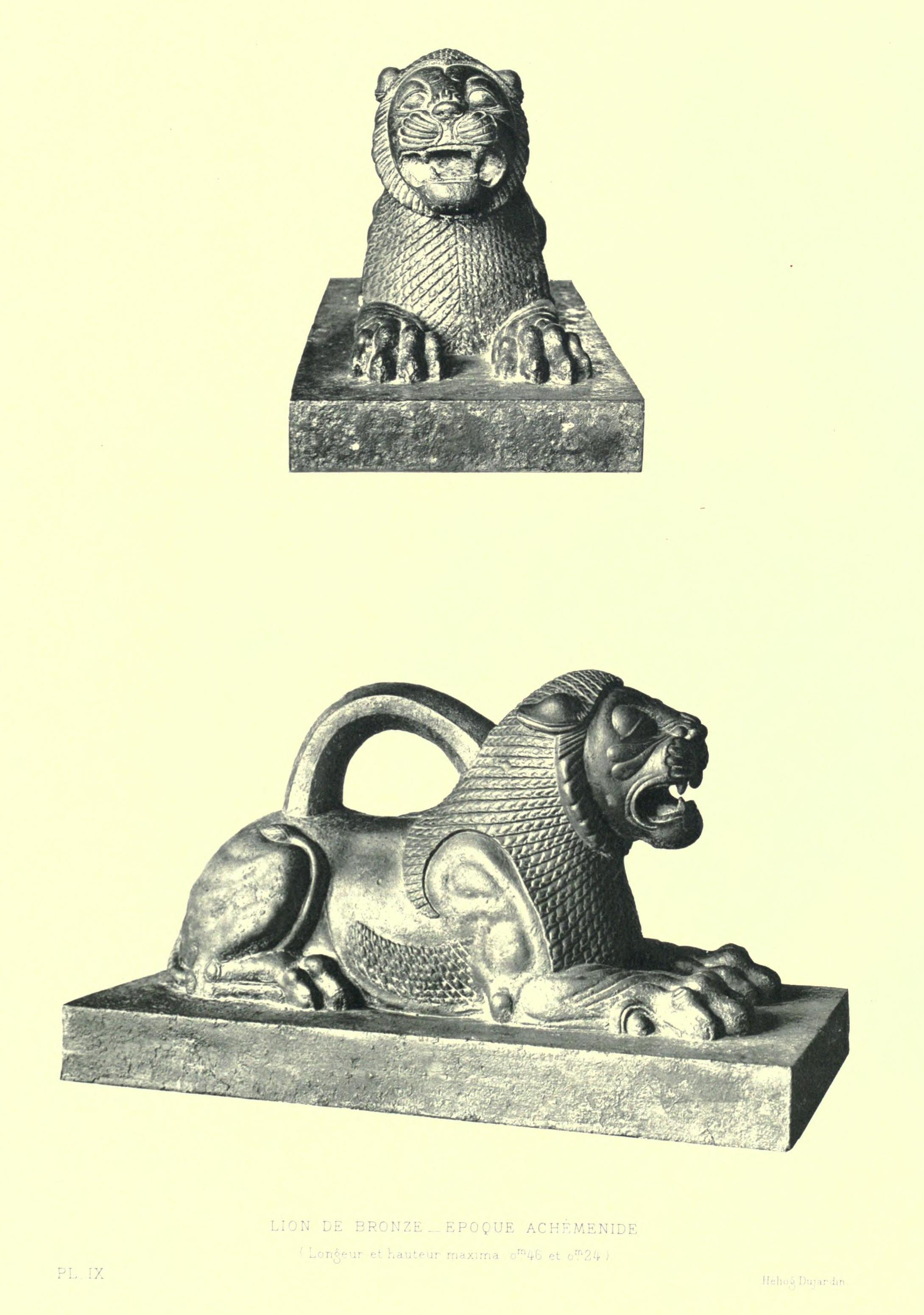
صور تعود إلى عام 1905

## وزن دور شروكين
عثر بول إميل بوتا في أربعينيات القرن التاسع عشر في دور شروكين على اكتشاف مماثل. هذه القطعة، التي يبلغ ارتفاعها 29 سم وطولها 41 سم وغير المنقوشة توجد حالياً في متحف اللوفر، مُصنفة بالرقم AO 20116.

وعلى الرغم من التشابه الكبير بينه وبين الأسود الأخرى، فقد اعتبر بول بوتا أن هذه القطعة كانت تشكل عنصراً من عناصر الباب، وليست وزناً.

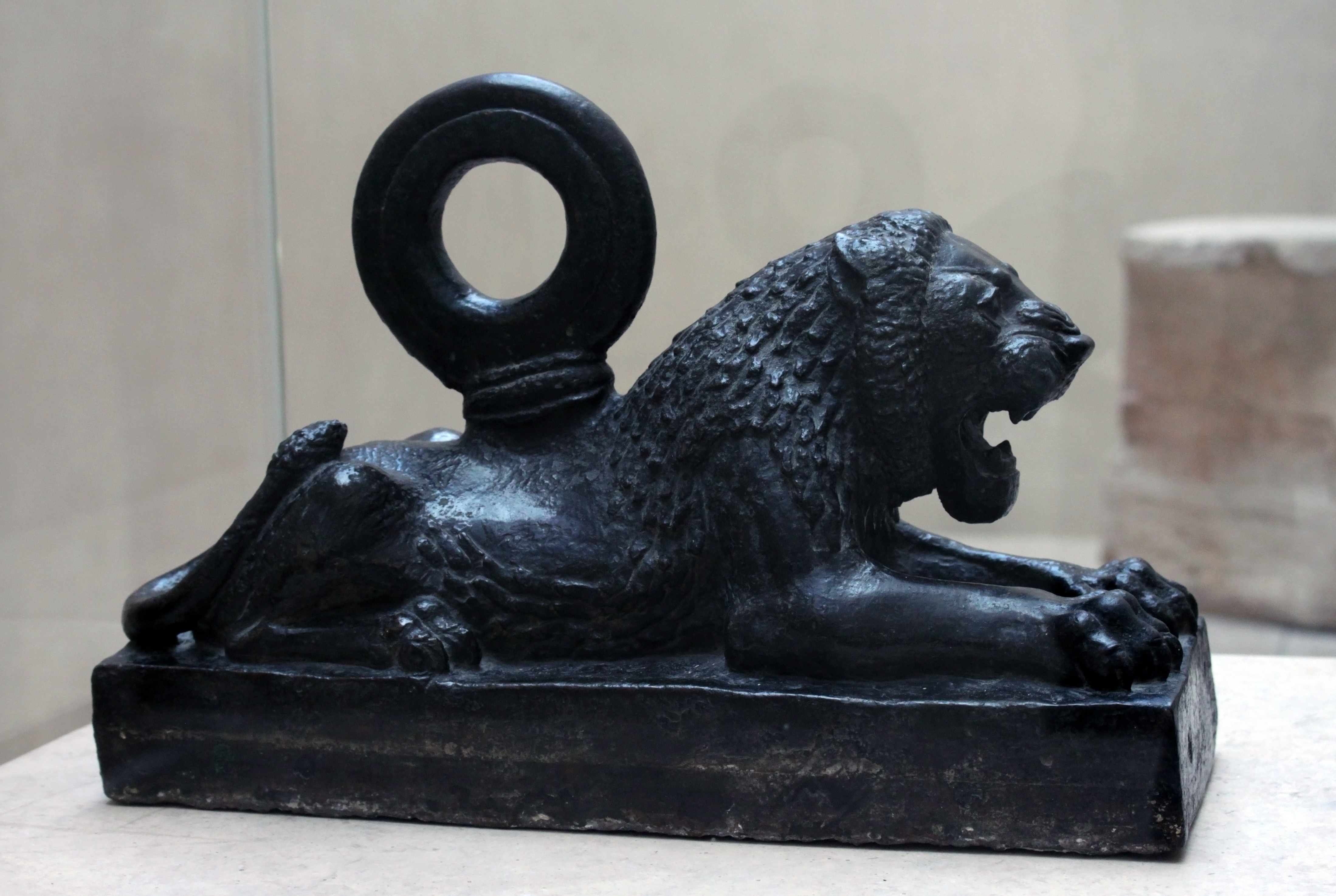
في متحف اللوفر
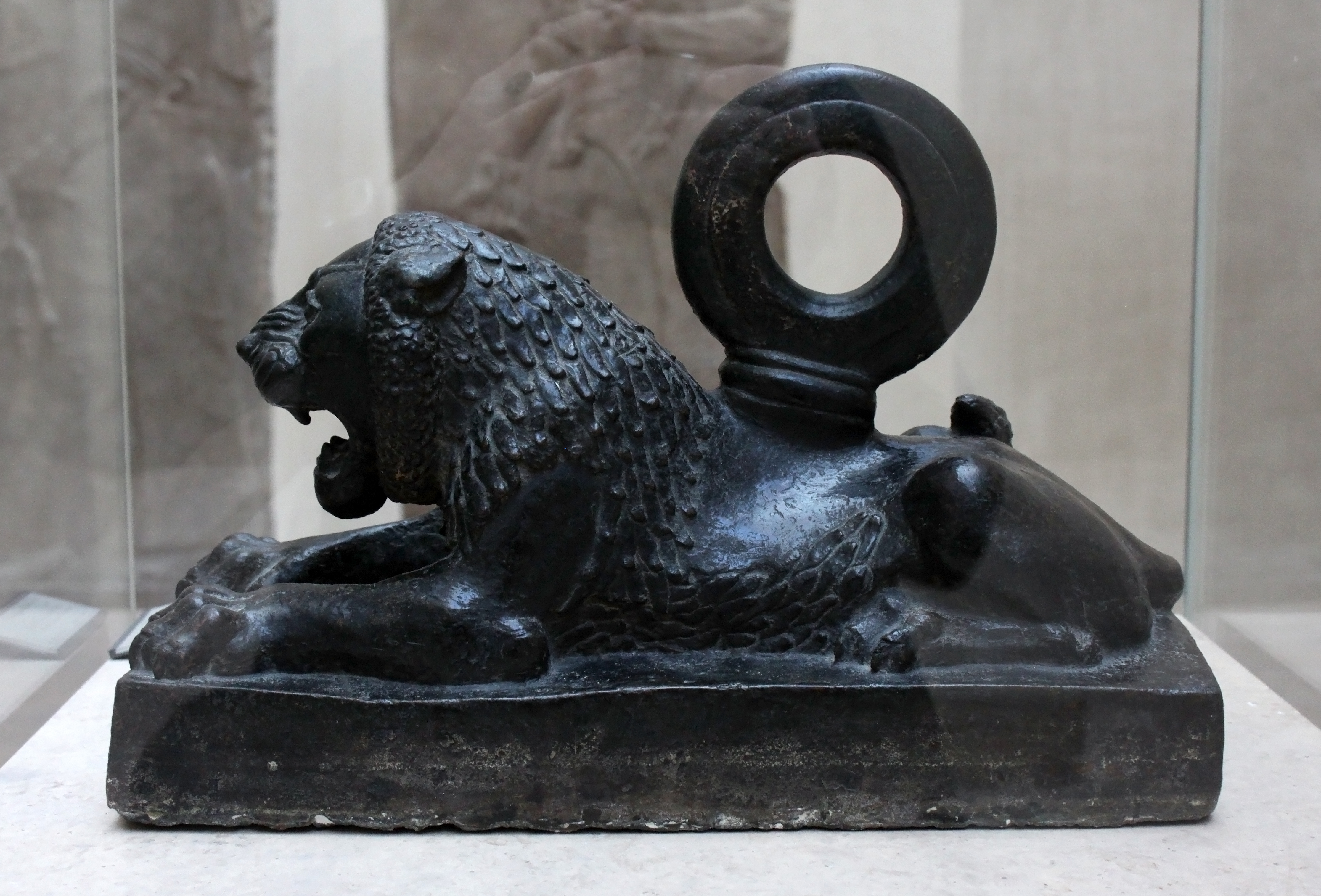
في متحف اللوفر
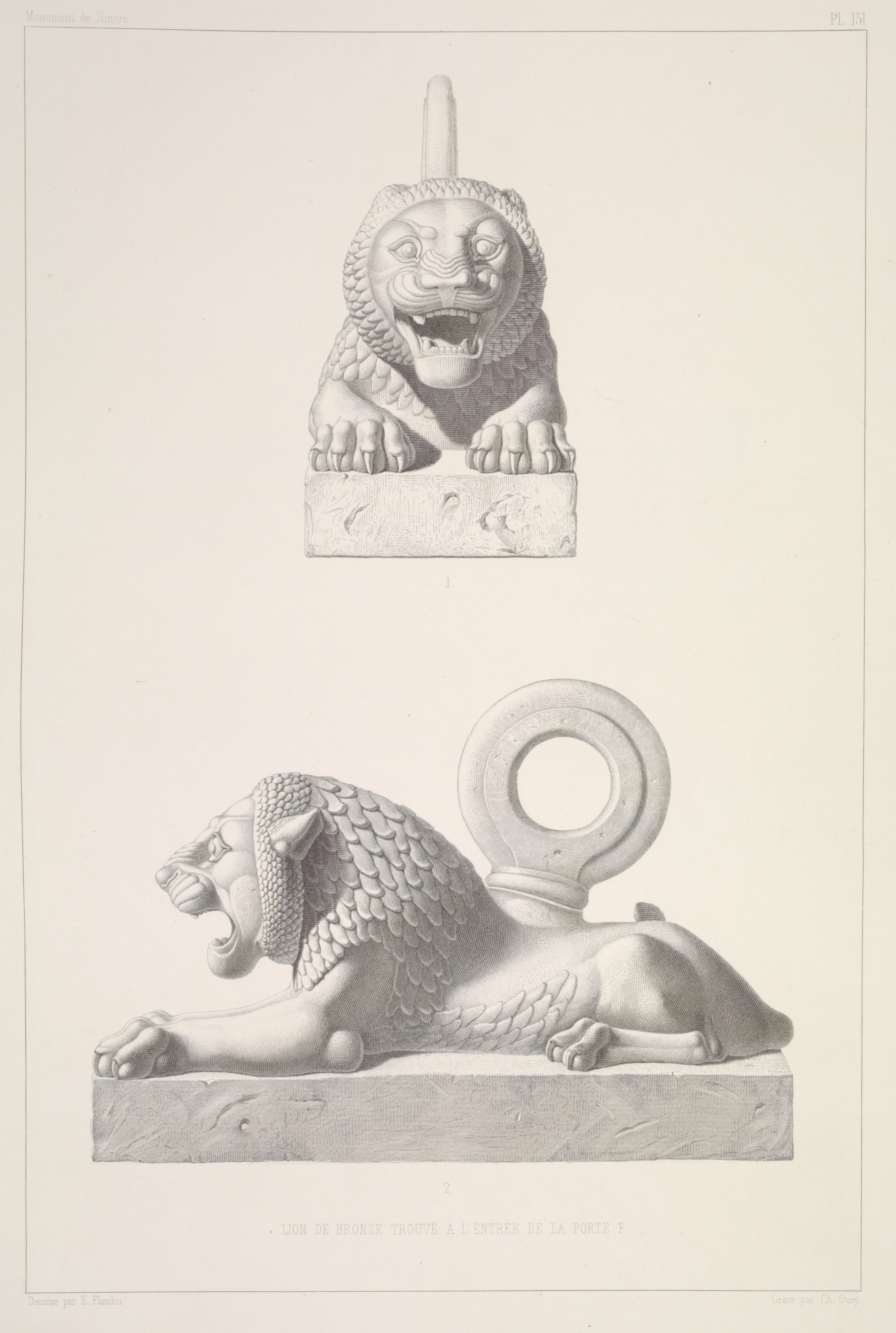
رسم تخطيطي لبوتا، 1850

## فهرس
- إدوين نوريس (1856)، حول الأوزان الآشورية والبابلية ، مجلة الجمعية الملكية الآسيوية لبريطانيا العظمى وأيرلندا، المجلد 16 ( الطبعة الأميرية )
- فريدريك مادن (1864)، تاريخ العملات اليهودية، وتاريخ النقود في العهد القديم والعهد الجديد ، ب. كواريتش
- فاليس، فريدريك ماريو (1995)، الآرامية الآشورية : أوزان الأسد الآشورية ، في الهجرة والنزوح داخل الشرق الأدنى القديم، الصفحات 33-55؛ المحرر: فشتسكرفت إي. ليبينسكي، بيترز
- وصف المتحف البريطاني